# Anton Muheim

Anton Muheim (1971)

Anton Muheim  (* 13. Juni 1916 in Luzern; † 11. Mai 2016; von Luzern und Flüelen) war ein Schweizer Politiker (SP). Er war Regierungsrat des Kantons Luzern, Nationalrat und Nationalratspräsident.

## Leben
Muheim wurde als Sohn eines Schiffkontrolleurs, SUVA-Beamten und Politikers geboren. Er verheiratete sich mit der Sekundarlehrerin Elsa Grossmann. Muheim absolvierte ein Rechts- und Volkswirtschaftsstudium an den Universitäten Zürich und Bern, promovierte anschliessend zum Dr. nat. oec. und absolvierte ein Anwaltspraktikum bei Nationalrat Eduard Arnold. Von 1942 bis 1959 betrieb er eine eigene Kanzlei.
Muheim war Mitglied der Sozialdemokratischen Partei der Schweiz und wurde 1943 in den Grossen Stadtrat der Stadt Luzern gewählt, wo er bis 1959 Einsitz hatte. Daneben war er von 1949 bis 1959 Präsident der Luzerner Sektion des VPOD. 1959 wurde Muheim in den Regierungsrat des Kantons Luzern gewählt und wurde Vorsteher des Justizdepartements. In der Luzerner Regierung war er das erste Mitglied der SP und begründete mit seiner Wahl eine Tradition der Regierungsbeteiligung der SP im Kanton Luzern, die erst 2015 nach dem Rücktritt von Yvonne Schärli und dem Ausscheiden der SP aus der Regierung gebrochen wurde. Muheim trat 1978 als Regierungsrat zurück. Daneben sass er von 1963 bis 1983 für den Kanton Luzern im Nationalrat, den er im Amtsjahr 1973/74 präsidierte. Von 1978 bis 1984 gehörte er der Parlamentarischen Versammlung des Europarats an, 1980 bis 1981 als deren Vizepräsident. 1976 bis 1987 gehörte Muheim dem Zentralvorstand der Pro Infirmis an und war 1984 Mitgründer des Landschaftsschutzverbandes Vierwaldstättersee, den er bis 1993 präsidierte.
Anton Muheim lebte in Luzern. Er war seit dem Tod von Ettore Tenchio ältester lebender Alt-Nationalrat der Schweiz und seit dem Tod von Albin Heimann ältestes lebendes ehemaliges Mitglied der Schweizer Bundesversammlung.

## Familie
Aus der Familie Muheim stammen viele bekannte Personen. Sie gehörte zu den führenden Urner Familien im Ancien Régime. Auch im schweizerischen Bundesstaat erhielt sie sich ihren Einfluss, und aus der Familie gingen mehrere Urner Landammänner und Bundesparlamentarier hervor. Daneben waren auch mehrere enge Familienmitglieder Muheims in der Politik aktiv. Muheims Cousin Franz Muheim (1923–2009) war unter anderem für die CVP Landrat des Kantons Uri, 1971–1987 Urner Ständerat und 1982 Bundesratskandidat. Die Schwester von  Anton Muheims Gattin Elsa, Annemarie Meier-Grossmann, heiratete Kaspar Meier (1917–1998), der als Politiker (FDP) unter anderem im Luzerner Grossen Rat und von 1971 bis 1983 im Nationalrat wirkte.